# Paroligoneurus ectoedemiae
Paroligoneurus ectoedemiae är en stekelart som beskrevs av Sergey A. Belokobylskij 1986. Paroligoneurus ectoedemiae ingår i släktet Paroligoneurus och familjen bracksteklar. Inga underarter finns listade i Catalogue of Life.